# Ofenkäse

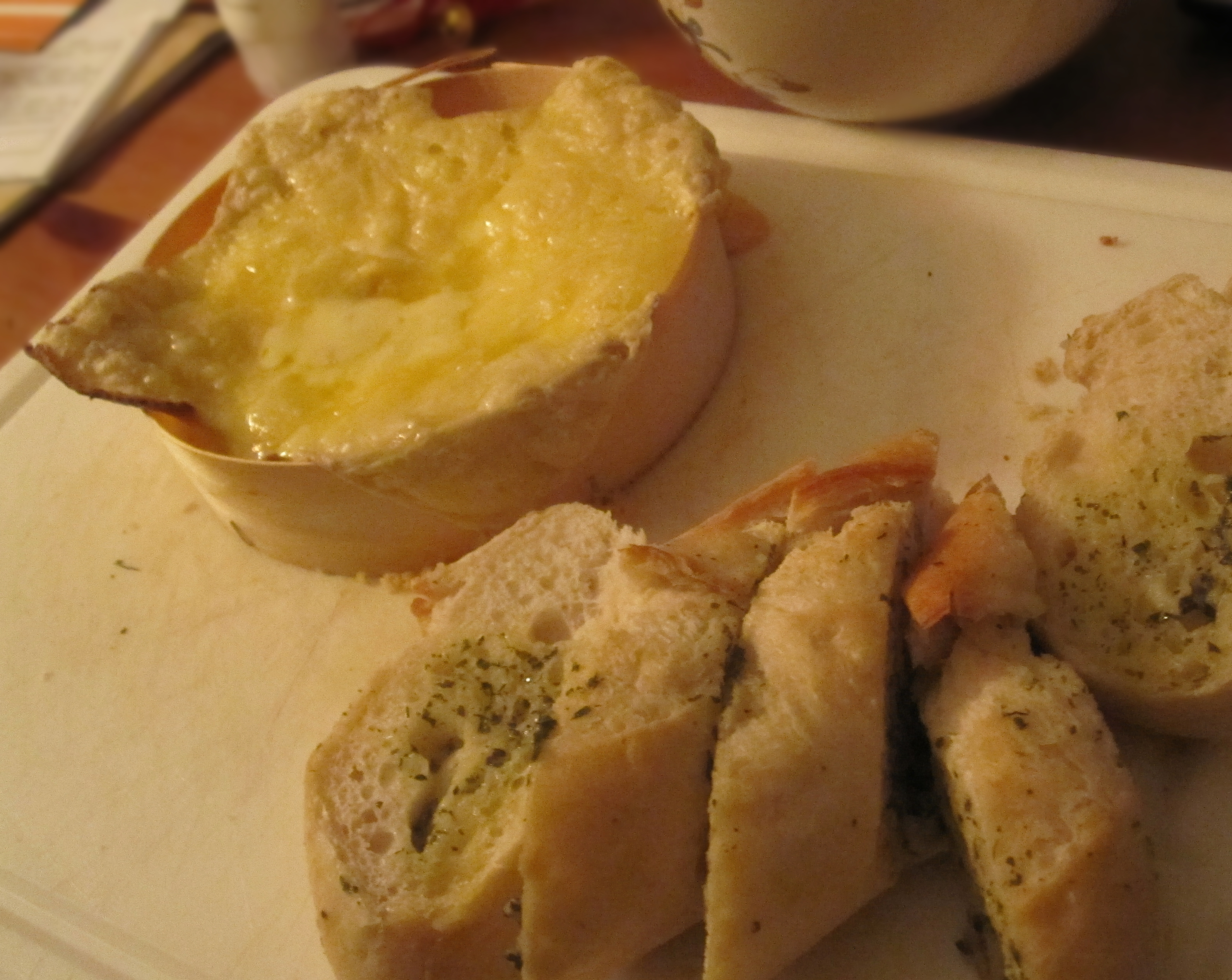
Fertig gebackener, handelsüblicher Ofenkäse (in einer Holzspanschachtel), hier mit Kräuterbutter-Baguette

Als Ofenkäse (alternativ Kaminkäse) bezeichnet man im deutschen Sprachgebrauch einen im Backofen gebackenen ganzen, kleineren Käselaib. Verwendet wird hierfür meist ein Weichkäse wie z. B. Camembert. Der Käse wird in einem Ofen gebacken und anschließend die Kruste meist kreuzförmig aufgeschnitten.

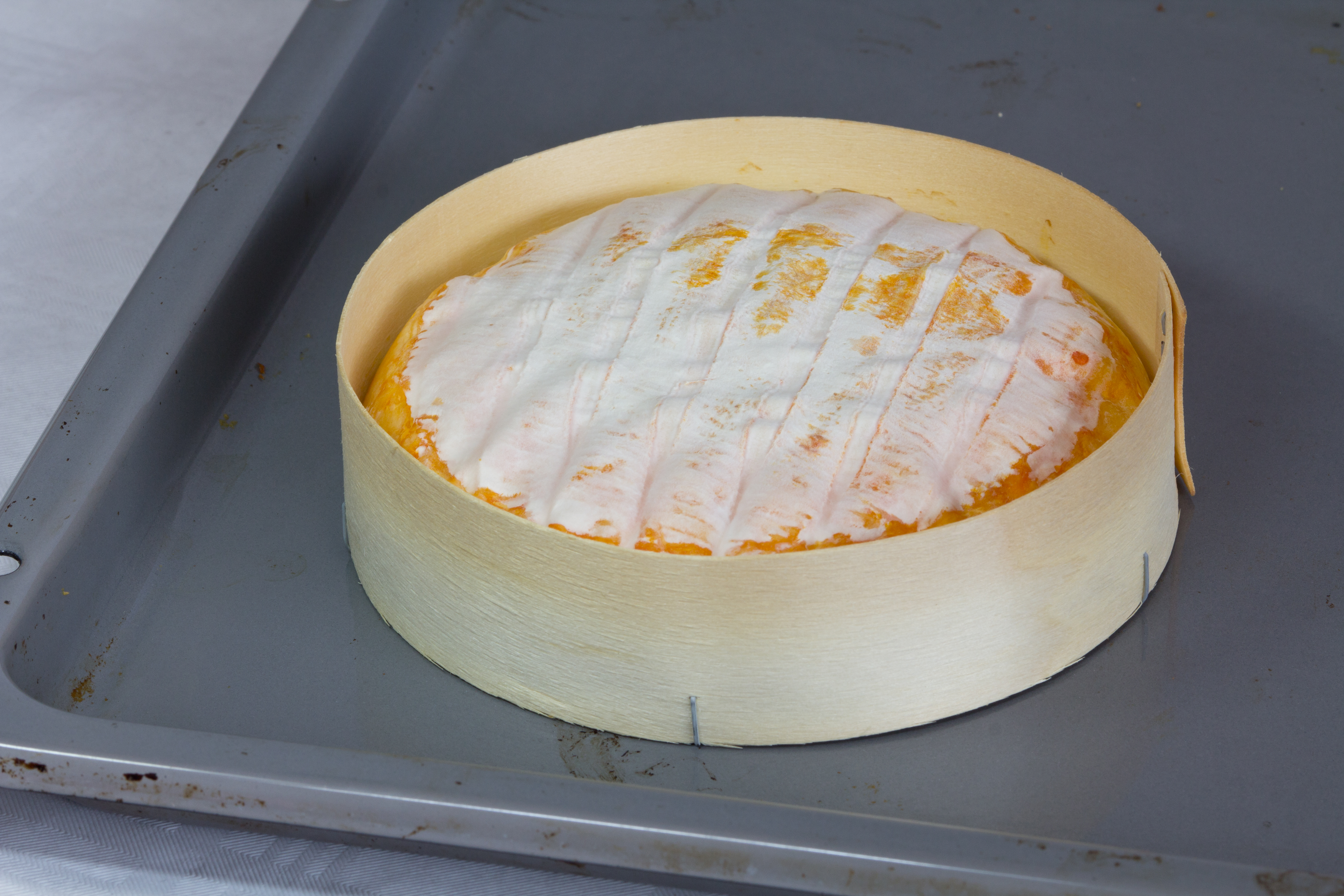
Ofenkäse vor dem Backen
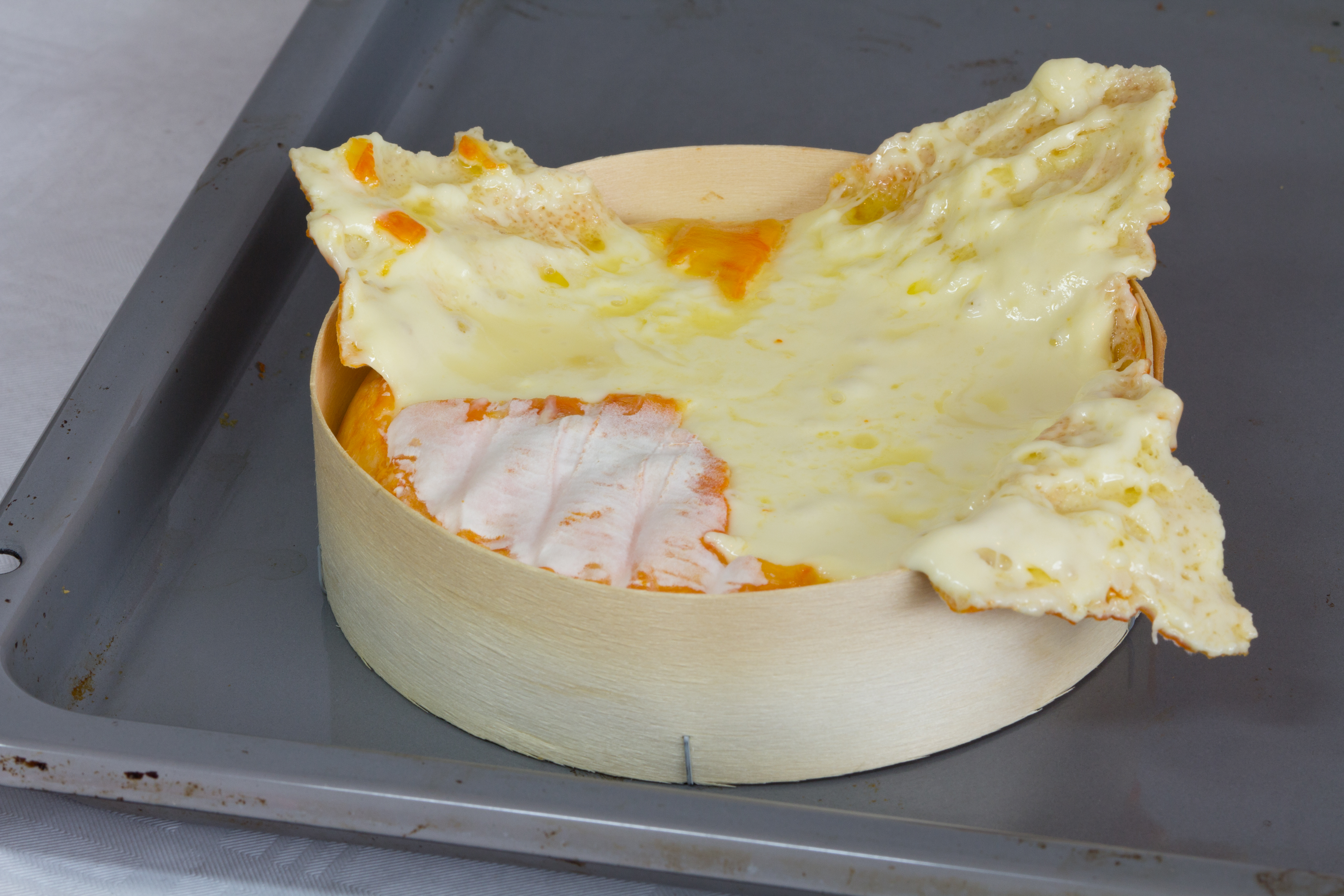
Ofenkäse, während des Aufschneidens
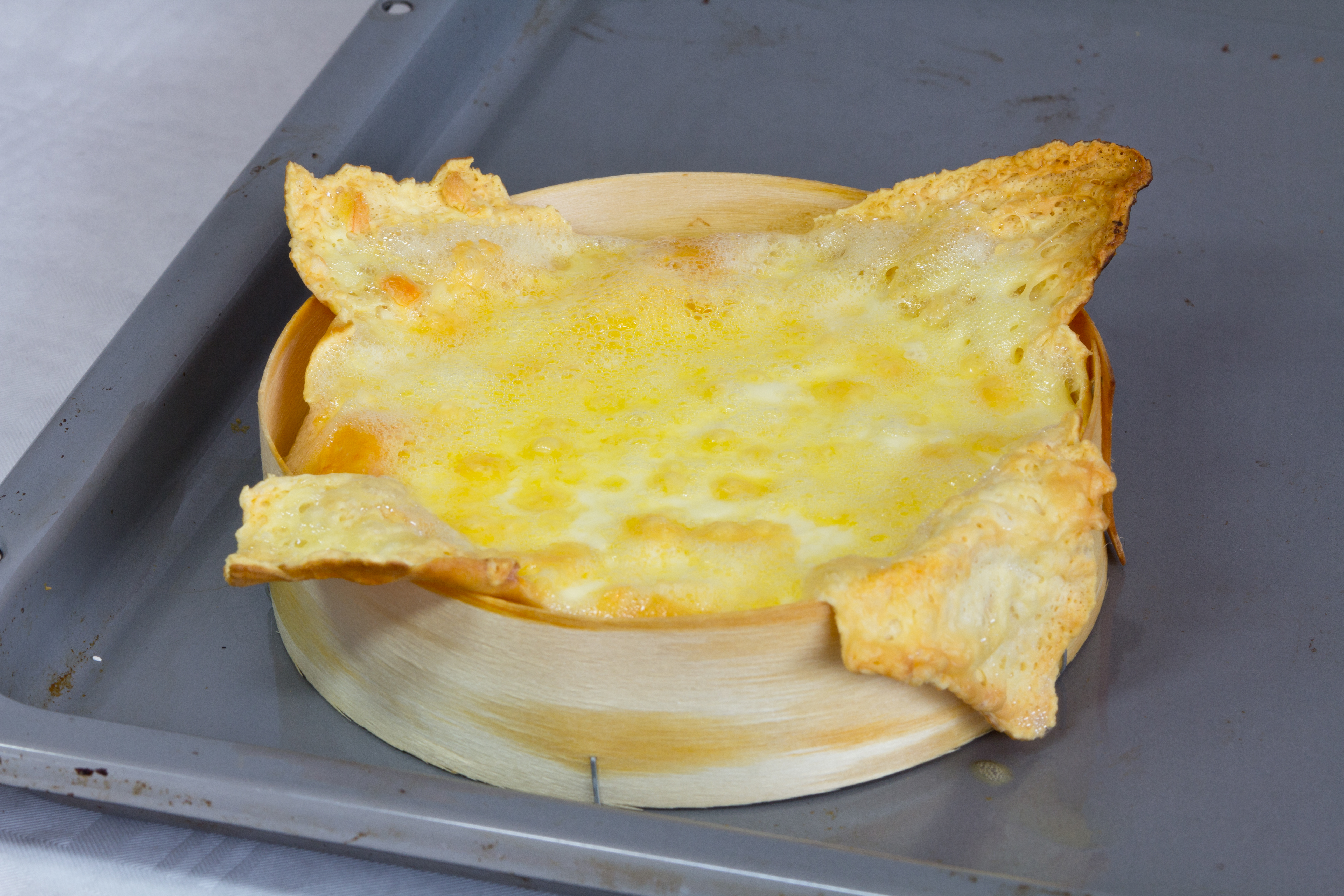
Ofenkäse nach dem Backen

Der Begriff Ofenkäse ist ein von der Käserei Champignon mit der Marke Rougette eingetragenes Zeichen, er wird jedoch mittlerweile für Ofenkäse jeder Art verwendet (Deonymisierung). Er kann bereits servierfertig in Holzspanschachteln gekauft werden. Dabei handelt es sich um natürlichen Weichkäse (teils auch mit weiteren Zutaten wie Kräuter, Chili und Knoblauch).
Der Ofenkäse wird, teilweise gewürzt mit Kräutern und einem Schuss Kirschwasser, durch das Eintauchen von kleinen Brotstückchen in das geschmolzene Innere des Käselaibs gegessen. Im Allgäu und im Schwäbischen ist der Ofenkäse auch als Roorkäsle bekannt und wird dort mit Obstbrand zubereitet.